# Maggie Laubser
Maria Magdalena Laubser (14 tháng 4 năm 1886 - 17 tháng 5 năm 1973) là một họa sĩ và người thiết kế bản in người Nam Phi. Cô thường được coi là họa sĩ, cùng với Irma Stern, đã giới thiệu chủ nghĩa biểu hiện đến Nam Phi. Công việc của cô ban đầu gặp gỡ với sự chỉ trích của các nhà phê bình nhưng đã được chấp nhận rộng rãi, và bây giờ cô được coi là một nghệ sĩ Nam Phi điển hình và tinh túy.

## Cuộc sống và giáo dục

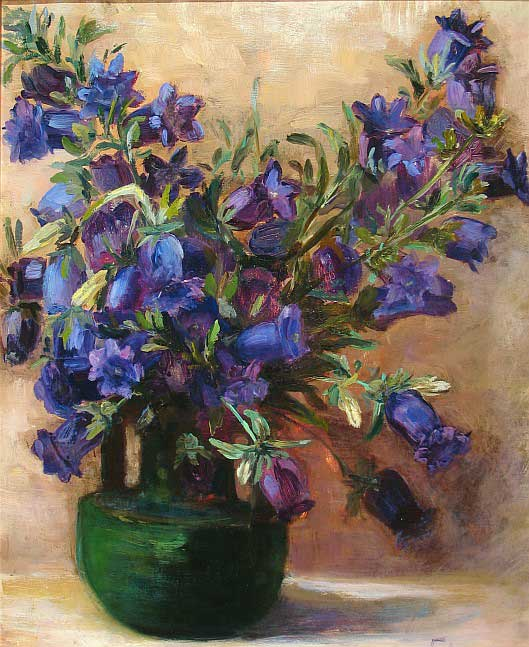
Still Life: Flowers in a Vase (1909–1913), sơn dầu trên vải, 520 x 420 mm, Bộ sưu tập nghệ thuật Sanlam

Maria Magdalena Laubser được sinh ra tại trang trại lúa mì Bloublommetjieskloof gần Malmesbury ở Swartland, một vùng nông nghiệp sản xuất ở Nam Phi. Cô là con cả của sáu người con của Gerhardus Petrus Christiaan Laubser và Johanna Catharina Laubser (nhũ danh Holm). Tuổi trẻ của Laubser đã sống tại nông thôn và dành cho mục vụ, sau này cô vui mừng vì sự tồn tại vô tư này.
Sau khi theo học trường Rocklands, cô rời trường nội trú tại Trường dòng Bloemhof, Stellenbosch, nơi cô được giới thiệu về hội họa. Cô trở về nông trại vào năm 1901, và trong chuyến thăm Cape Town, cô gặp Beatrice Hazel, một họa sĩ lãng mạn thực tế, người đã giới thiệu cô với Edward Roworth, và tạo động lực cho mong muốn học vẽ của cô.
Năm 1903, cô thuyết phục cha mẹ cô cho cô đi Cape Town mỗi tuần một lần để học hát. Khó khăn của việc đi lại và ý kiến của mẹ cô về giọng nữ cao làm cô nản chí, nhưng chính lúc này cô mới bắt đầu tự vẽ.